# Dreiländereck (Naturschutzgebiet)
Das Naturschutzgebiet Dreiländereck liegt im Vogtlandkreis in Sachsen östlich von Mittelhammer, einem Ortsteil der Gemeinde Regnitzlosau (Landkreis Hof, Bayern), entlang der Staatsgrenze zu Tschechien. Nördlich des Gebietes verläuft die S 309, am nordöstlichen Rand die S 308 und am westlichen Rand die Landesgrenze zu Bayern.

## Bedeutung
Das etwa 135 ha große Gebiet mit der NSG-Nr. C 74 wurde im Jahr 1996 unter Naturschutz gestellt.